# Барамінологія
Барамінологія — одна з креаціоністських концепцій, згідно з якою серед живих істот виділяють «створені роди» (англ. created kinds), відокремлені від інших за своїм походженням. Класифікаційні групи в рамках такої концепції називають барамінами. Термін «барамін» утворено з комбінації двох івритських слів, що означають «творити» та «рід» (в самому івриті така комбінація не вживається). Прихильники барамінології вважають, що шляхом еволюції від спільних предків могли розвинутися деякі близько споріднені біологічні види (наприклад, коні, осли та зебри), однак заперечують таку можливість для віддаленіших видів. Таким чином, макроеволюція визнається можливою лише у досить вузьких межах. Основне різноманіття живої природи на Землі при такому підході виявляється закладеним вже на етапі творіння (або Ноєвого ковчегу), а еволюція — відповідальною лише за появу дрібніших різновидів живих істот.
В рамках барамінології виділяють такі класифікаційні групи:
- Голобарамін — ціла група, що походить від спільних предків і тому є генетично спорідненою — наприклад, різні види морських черепах[2]. Людство (включаючи усі людські раси) входить до окремого голобараміну, оскільки, на думку прихильників барамінології, воно було створено окремо і не може мати спільних предків з жодними тваринами.
- Монобарамін — класифікаційна одиниця, яку виділяють в рамках голобараміну. Наприклад, собаки можуть розглядатися як монобарамін в рамках голобараміну, до якого разом із собаками входять також вовки та інші види з родини собачих.
- Апобарамін — група, що об'єднує будь-яку кількість голобарамінів. Наприклад, усі тварини разом утворюють апобарамін, оскільки, на думку барамінологів, вони не походять від єдиного першоствореного роду.
- Полібарамін — група, яка складається з частин різних голобарамінів. Наприклад, сучасні ссавці Північної Америки можуть розглядатися як полібарамін.

Аргументуючи таку класифікацію, барамінологи використовують аналогію із садом, занесеним товстим шаром снігу, з-під якого стирчать окремі гілки. Розкопуючи цей сніг, можна виявити, що деякі з цих гілок належать одному дереву, а інші, навіть розташовані досить близько одна до одної, насправді відгалужуються від різних дерев.
Згідно з еволюційною теорією, відокремлення одних «створених родів» від інших є штучним, оскільки усі живі істоти на Землі пов'язані спільним походженням (тобто усі разом, у термінах барамінології, утворюють спільний «голобарамін»). Сучасна еволюційна біологія не визнає наукової цінності барамінологічної класифікації, а саму барамінологію, як і інші креаціоністські теорії, вважає псевдонаукою,,.